# Двойник (фильм, 1997)
«Двойник» (англ. The Assignment) — канадский художественный фильм 1997 года режиссёра Кристиана Дюгея. Сюжет основан на плане поимки известного террориста Карлоса Шакала.

## Описание сюжета
Террорист Карлос Шакал является на встречу в парижском кафе, но заметив среди посетителей ничего не подозревающего сотрудника ЦРУ Генри Филдса бросает гранату в переполненном людьми зале. Потрясённый жестокостью Карлоса Филдс загорается неутолимой жаждой мести.
1975 год. Карлос и его приспешники врываются на встречу лидеров ОПЕК в Вене и захватывают их в заложники. Австрийское правительство идёт навстречу требованиям террористов и выпускает их из страны. Филдс приезжает в аэропорт, надеясь застрелить Карлоса из спрятанного пистолета, но террорист, наделённый феноменальной тренированной памятью, узнаёт его, план Филдса проваливается.
Офицер 6-го флота США Аннибал Рамирес приезжает в Иерусалим к Стене плача, но оказывается задержанным сотрудниками израильской спецслужбы под руководством командира Амоса, принявшим его за Шакала. Убедившись, что Рамирес — не Шакал, евреи отпускают Рамиреса.
Филдс решает использовать полное внешнее сходство Рамиреса и Карлоса для того, чтобы скомпрометировать террориста и лишить его поддержки КГБ. Рамирес, довольный своей службой и являясь счастливым отцом семейства, отказывается, пока не получает прямой приказ командования. Под руководством Филдса и Амоса Рамирес проходит изнурительный цикл тренировок, изучает биографию Карлоса, и более того даже учится заниматься сексом как он, со всем садизмом и извращениями, с этим ему помогла одна из любовниц Шакала, которая решила отомстить. Закончив обучение Аннибал Рамирес, уже под прикрытием, уезжает в Ливию, где встречается с любовницей Карлоса Агнешкой, с которой сразу же переспал для отвода глаз. Рамирес догадывается, что квартиру Агнешки посещали посторонние и что она подала кому-то сигнал, открыв окно. Под дулом пистолета Рамирес раскалывает Агнешку и узнаёт, что она связалась с французской службой DGSE. Ему удаётся вырваться из смертельной ловушки.
Узнав о перестрелке, настоящий Карлос приказывает террористу-японцу убить Агнешку, что тот и делает. В аэропорту Хитроу японец встречает Рамиреса и, не услышав ответа на пароль, догадывается, что Рамирес — двойник Карлоса, отводит его в туалет и допрашивает с пристрастием. Амос приходит на помощь и убивает японца, но падает, смертельно раненый ответными выстрелами.
Вернувшись домой, Рамирес пытается вернуться к нормальной жизни, но это ему не удаётся. Он ссорится с женой, срывается без повода, избивает повздорившего с ним отца ребёнка на бейсбольном матче. Поняв, что он не сможет стать собой, пока не завершит дело, Рамирес признаётся жене во всём, в настоящей работе, в изменах с любовницами Карлоса, в убийствах невинных людей. Филдс всё же убеждает Рамиреса продолжить игру. Тот приезжает в восточный Берлин и, нарочно попав под слежку агентов КГБ, встречается с Филдсом. В КГБ мгновенно понимают, что Карлос связался с ЦРУ. Спецназ КГБ захватывает дом-крепость Карлоса в Берлине. Однако увезти Шакала на допрос не удаётся, тот расчищает себе дорогу огнём из припрятанного автомата и бросается в озеро. На выходе из озера его ожидают Рамирес и Филдс. Карлосу всё же удаётся ускользнуть и найти убежище на острове Маврикий, но, оставшись без поддержки КГБ, он скоро оказывается в руках французов. Рамирес инсценирует свою гибель и находит убежище с семьёй.

## В ролях
- Эйдан Куинн — Аннибал Рамирес / Карлос Шакал
- Дональд Сазерленд — Джек Шоу (Генри Филдс)
- Бен Кингсли — Амос
- Клаудиа Ферри — Маура Рамирес
- Власта Врана — старший офицер КГБ
- Лилиана Коморовска — Агнешка
- Вон Флорес — Кой
- Дэниэл Пилон — адмирал Кроуфорд
- Клод Женест — отец на бейсбольной площадке
- Григорий Гладий — помощник КГБ